# Plattformism
Plattformism är en strömning inom socialanarkismen. 
Strömningen utvecklades av exil-ryska anarkister som 1926 författade "De frihetliga kommunisternas organisationsplattform". Plattformen reflekterar författarnas syn på varför anarkismen marginaliseras och formulerar en organisationspositiv anarkism i en frihetlig kommunisisk tradition. Plattformen referas till som ett inspirerande dokument bland annat i organisationer som nordamerikanska North Eastern Federation of Anarchist Communists och Irländska Workers Solidarity Movement. 